# جوزيب لويس سيرانو بينتينات
في هذا الاسم يعتبر اسم العائلة الأول هو "سيرانو"  (لقب الأب)؛ واسم العائلة الثاني (لقب الأم) هو "بينتينات"؛ وكلاهما يُربطان عادةً بأداة العطف "إي"، وذلك وفق التقاليد الإسبانية-الكتالونية في التسمية.
جوزيب-ليّويس سيرانو بينتينات (19 مارس 1977)؛ هو أسقف إسباني في الكنيسة الكاثوليكية بحيث يشغل منصب أسقف أورغل وبحكم هذا المنصب يتولى منصب أمير مشارك في أندورا أيضا بالمناصف مع رئيس فرنسا، عمل سيرانو في الخدمة الدبلوماسية للكرسي الرسولي منذ عام 2012 حتى عام 2024.

## الحياة المبكرة
وُلِد سيرانو في 19 مارس 1977 في تيفيسة الواقعة بمقاطعة طركونة في منطقة كتالونيا الإسبانية، يتحدث بطلاقة اللغات: الكتالانية والإسبانية والفرنسية والإنجليزية والإيطالية والبرتغالية التحق بالإكليريكية الصغرى في طرطوشة وهو في الرابعة عشرة من عمره، ثم التحق بالإكليريكية الكبرى سنة 1995، ثم درس في كلية اللاهوت الكتالونية بمدينة برشلونة وفي 2001 حصل على بكالوريوس، وكما سِيم شماسًا في العام نفسه، وخدم بهذه الرتبة لمدة عام في رعية تُبَجِّل "سيدة الانتقال" بمدينة أمبوستة، وهي جماعة كنسية مكرَّسة لتكريم العذراء في عيد انتقالها، وفي 21 أبريل 2002، رُسّم كاهنًا على يد الأسقف خافيير ساليناس إي فينيالس بكاتدرائية طرطوشة.
خدم سيرانو كاهنًا لثلاث رعايا ريفية وهي لا بالما دابري ولا بيسبال دمونسانت ومارغلف منذ 2002 حتى 2005، واصل دراسة اللاهوت العقائدي في الجامعة الغريغورية الحبرية بين عامي 2005 و2007، وحصل على الليسانس في 2007، وبعد عودته إلى طرطوشة خدم في رعايا محلية تُبَجِّل قديسي أندراوس وبطرس وكلتاهما في بلدية فانديلوس إي لوسبيتاليت دي لينفانت، وبين عامي 2008 و2009 شغل أيضًا في منصب منسق الوحدة الرعوية للساحل الشمالي، وكما كان محاضرًا في الإكليريكية الكبرى في طرطوشة بين عام 2007 حتى 2009.
درس سيرانو في الأكاديمية الكنسية الحبرية في روما بين 2009 و2012، وواصل أيضا في جامعة لاتيران البابوية حيث حصل على ليسانس في القانون الكنسي سنة 2011، ثم في الجامعة الغريغورية الحبرية حيث نال الدكتوراه في اللاهوت العقائدي  سنة 2012 عن أطروحته «الكلمة سرّ وموهبة: إكليزيولوجيا إ. كوريكّو».

## المسيرة المهنية

### العمل الدبلوماسي
شغل سيرانو منصب سكرتير السفارة الرسولية لدى موزمبيق منذ 2012 حتى 2016، ثم سكرتير السفارة الرسولية في نيكاراغوا منذ 2016 حتى 2017، وسكرتير السفارة الرسولية في البرازيل منذ 2017 حتى 2019، وفي عام 2019 أصبح مستشارًا في قسم الشؤون العامة بأمانة سر دولة الكرسي الرسولي، وبحلول عام 2024 كان يشغل منصب السكرتير الشخصي لرئيس الأساقفة إدغار بينيا بارّا النائب عن أمين سر الدولة.

### أسقف أورغل وأمير مشارك لأندورا (2025–الآن)
في 12 يوليو 2024 عيّنه البابا فرنسيس أسقفًا معاونًا لأبرشية أورغل، وبموجب ذلك فإنه عند استقالة خوان إنريك فيفيس إي سيسيليا أو وفاته، سيتولى سيرانو منصب أسقف أورغل، ويصبح بالتالي أميرًا مشاركًا لأندورا بالمناصفة مع رئيس فرنسا، فقد أنهى تعيينه التكهنات التي أوردتها الصحافة المحلية حول احتمال إنشاء أبرشية مستقلة لأندورا أو تعديل دور الأسقف كأمير مشارك، تلقى سيامته الأسقفية في 21 سبتمبر من رئيس الأساقفة إدغار بينيا بارّا.
وأخيراً في 31 مايو 2025 أصبح سيرانو أسقف أورغل والأمير المشارك لأندورا عقب قبول البابا لاون الرابع عشر استقالة فيفيس، وأدّى اليمين على دستور أندورا أمام المجلس العام في 26 يونيو 2025، وفي خطابه تعهّد بالالتزام بـ«قواعد دولة حديثة، تعددية، وغير دينية»؛ وفي اليوم نفسه، تسلّم جواز السفر الأندوري من رئيس الوزراء كزافييه إسبوت، وبما أنه ليس مقيماً في أندورا، يتولى إدوارد إيبانيز القيام بمهامه هُناك.